# Lijst van burgemeesters van Dinther
Dit is een lijst van burgemeesters van de voormalige Nederlandse gemeente Dinther in de provincie Noord-Brabant. In 1969 werd de gemeente Dinther opgeheven en overgeheveld naar de nieuwe gemeente Heeswijk-Dinther. Deze ging in 1994 op in de nieuwe gemeente Bernheze.
| Ambtsperiode | Naam burgemeester                                       | Partij of stroming | Bijzonderheden                                                            |
| ------------ | ------------------------------------------------------- | ------------------ | ------------------------------------------------------------------------- |
| 1815 - 1835  | Cornelis Speelman                                       |                    | maire/schout/burgemeester, tevens van Heeswijk (1810-1835)                |
| 1835 - 1852  | Pieter (P.) Gelpke                                      |                    | tevens burgemeester van Heeswijk (1835-1849)                              |
| 1852 - 1859  | Adrianus (A.) Vissers                                   |                    |                                                                           |
| 1859 - 1865  | Wilhelmus Verhoeven                                     |                    | tevens burgemeester van Schijndel (1844-1874)                             |
| 1865 - 1895  | Adrianus (A.) Kerkhof (Kerkhoff)                        |                    |                                                                           |
| 1895 - 1918  | Johannes Gijsbertus Jansen                              |                    |                                                                           |
| 1918 - 1934  | G.J.M. (Godefridus Johannes Maria) Wagenaar (1885-1934) |                    | tevens burgemeester van Heeswijk (1913-1934)                              |
| 1934 - 1957  | Johan (J.M.) van de Veerdonk                            |                    | tevens burgemeester van Heeswijk                                          |
| 1957 - 1969  | Herman (H.) Breukel                                     |                    | tevens burgemeester van Heeswijk; later burgemeester van Heeswijk-Dinther |